# Phi Phi-öarna

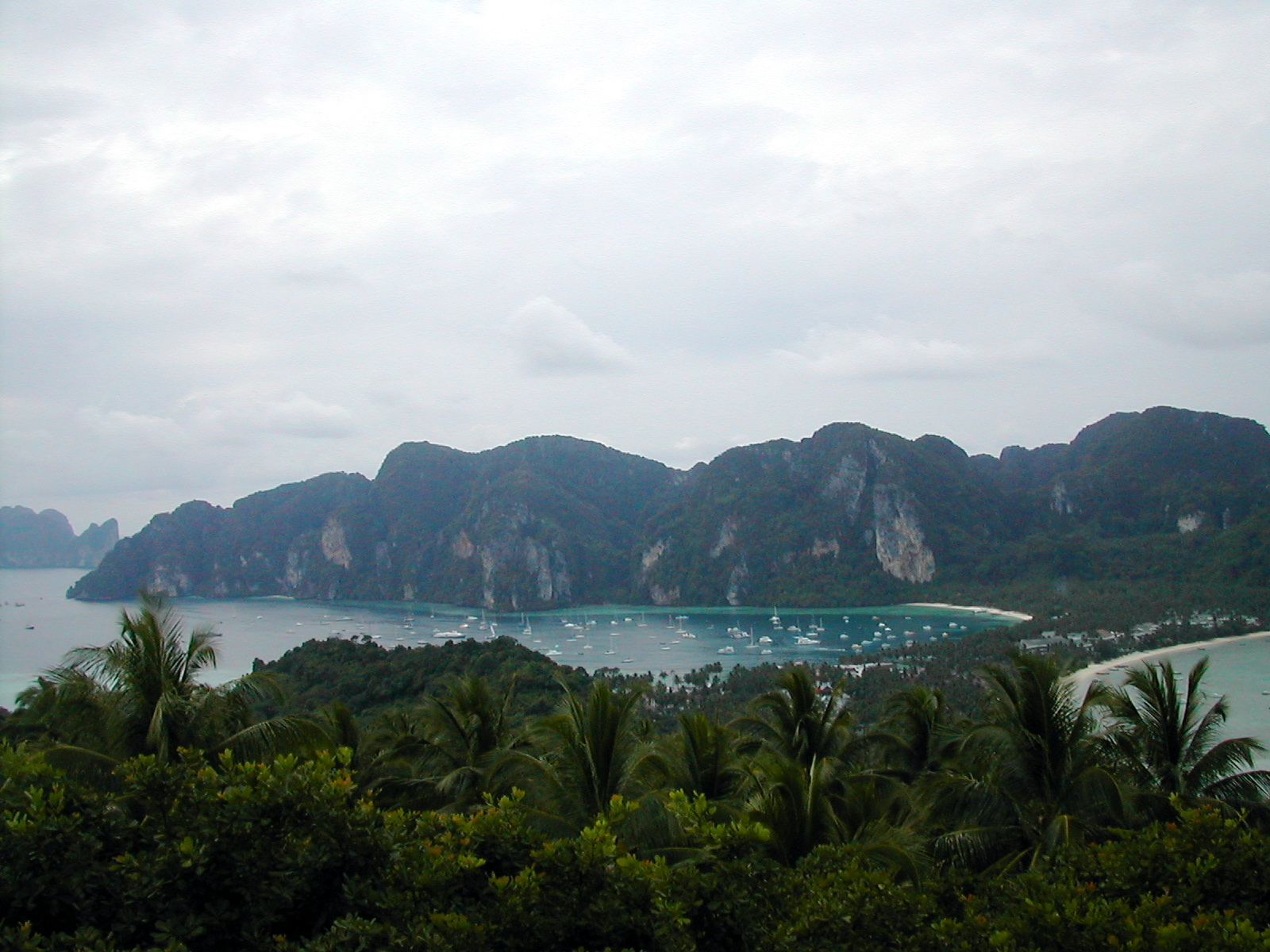
Koh Phi Phi Don är den största ön och den enda med bofast befolkning.

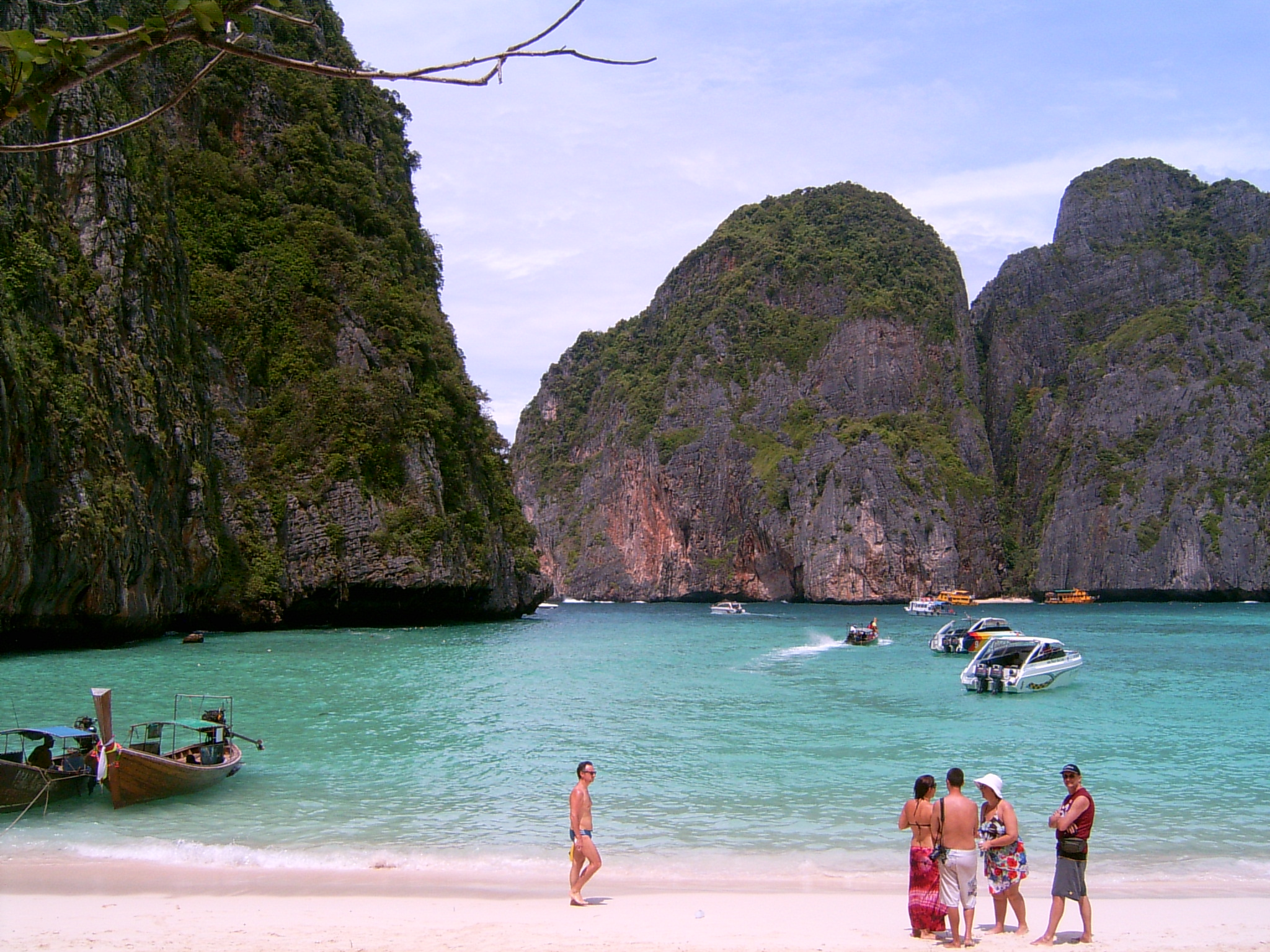
Koh Phi Phi Leh med stranden där The Beach spelades in.

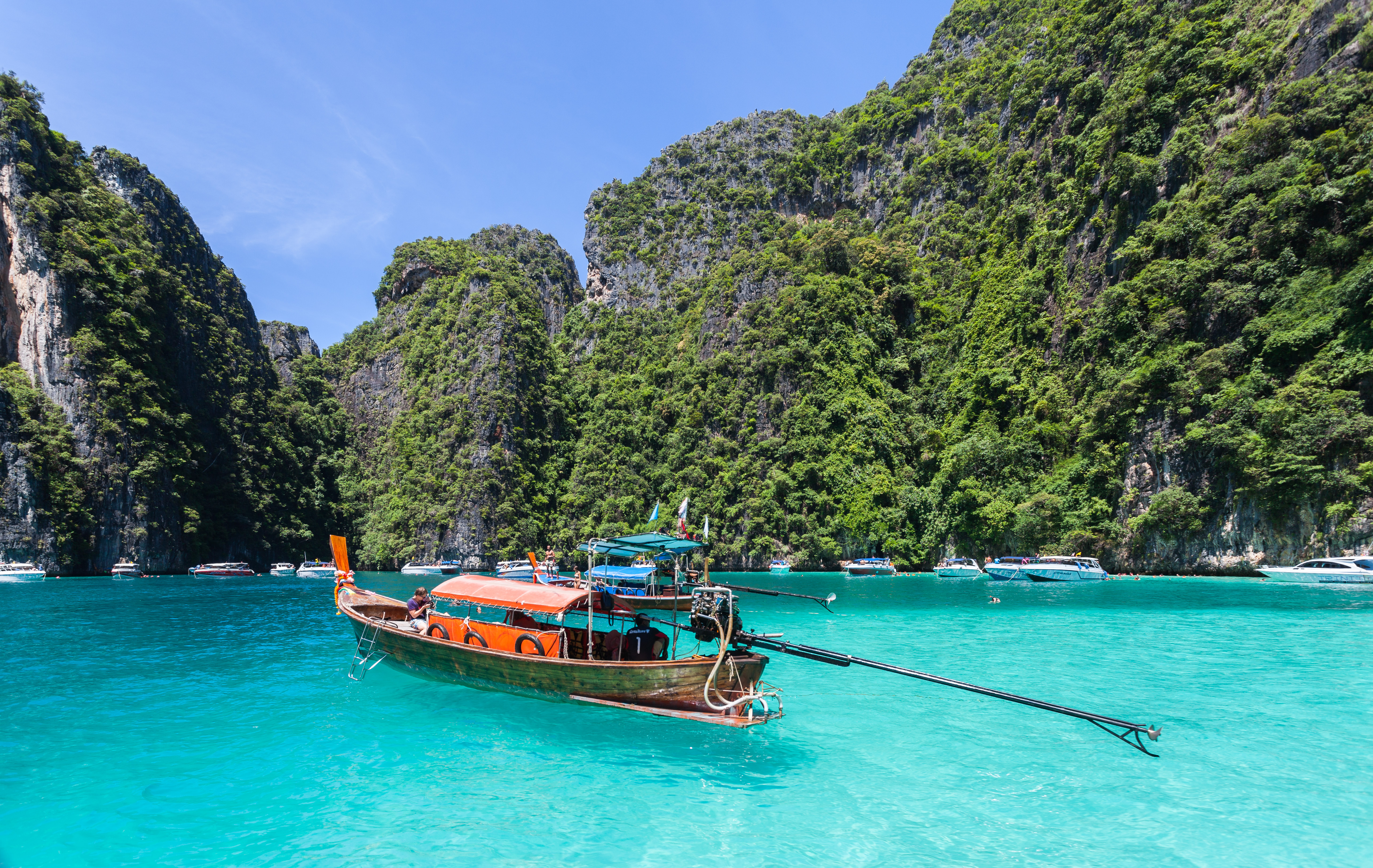
Klippig strand på Koh Phi Phi Leh

Phi Phi-öarna (Thai: หมู่เกาะพีพ eller Koh Phi Phi) är en ögrupp i södra Thailand mellan den större ön Phuket och fastlandet. 
Koh Phi Phi Don är den största ön i ögruppen och den enda som är bebodd. Koh Phi Phi Leh är en annan ö som är lika välbesökt tack vare sina paradisstränder och snorklingsmöjligheter. Där finns inget boende, men guidade turer från Ko Phi Phi Don kan anordnas. Resten av öarna i gruppen heter Bida Nok, Bida Noi och Bamboo Island.
Koh Phi Phi Leh var bakgrunden för filminspelningen av Beach (2000). Efter filmens premiär ökade turistantalet på Phi Phi-öarna dramatiskt.
Efter tsunamikatastrofen 2004 får bara ett visst antal turister befinna sig på ön samtidigt då de inte finns tillräckligt med boende för alla. Har man inte bokat boende innan man anländer till Phi Phi Don så finns de en risk att man får åka tillbaka igen till vart man nu kom ifrån. Phi Phi-öarna är efter katastrofen betydligt dyrare än övriga turistmål i Thailand när det gäller det mesta som till exempel mat, boende och internetkostnader.

## Tsunamin 2004
Den 26 december 2004 träffades Phi Phi-öarna av en kraftig tsunami och mycket av Phi Phi Don blev ödelagt. Efter tsunamikatastrofen var ungefär 70 % av byggnaderna på ön förstörda. I slutet av juli 2005 var dödstalet ungefär 850 personer men fortfarande fattades 1200 stycken. Av Phi Phi Dons invånare hade 104 överlevande barn förlorat båda sina föräldrar.
I slutet av januari 2005 satte holländaren Emile Kok upp frivilligorganisationen Help International Phi Phi för att återuppbygga ön och ta hand om bråte i vattnet och korallreven. I slutet av juli 2005 hade ungefär 23 000 ton bråte tagits upp, varav 7000 ton för hand.
Den 31 oktober 2005 föreslog vice premiärminister Pinit Jarusombat att man skulle förbättra hotellen och restaurangerna på Phi Phi Don och en gräns för hur många turister som skulle få uppehålla sig på ön samtidigt. Från den 6 december 2005 hade ön 1500 hotellrum öppna och ett tsunami-alarmsystem hade satts upp av den thailändska regeringen med hjälp av frivilliga.